# 그저 사고였을 뿐
"그저 사고였을 뿐"(페르시아어: یک تصادف ساده)은 2025년 개봉 예정인 스릴러 영화이다. 자파르 파나히가 감독과 각본을 맡았다. 제78회(2025년) 칸 영화제 황금종려상 수상작이다.